# 安琪莉·斯哥特-柯蜜斯
安琪莉·斯哥特-柯蜜斯（1999年7月30日），昵称Ann，是泰国裔澳大利亚女性模特儿兼选2021年泰国环球小姐冠军，并代表泰国参加2021年度环球小姐。然而，她未能进入前16名半决赛，正式结束了泰国从2015年到2020年，连续六年蝉联环球小姐的记录。在这之前，擅长排球、篮球、垒球等运动的她曾参加泰国国家排球队青年运动员的选拔。